# Dasychira vilis
Dasychira vilis är en fjärilsart som beskrevs av Felder 1875. Dasychira vilis ingår i släktet Dasychira och familjen tofsspinnare. Inga underarter finns listade i Catalogue of Life.